# Der heilige Joseph im Walde

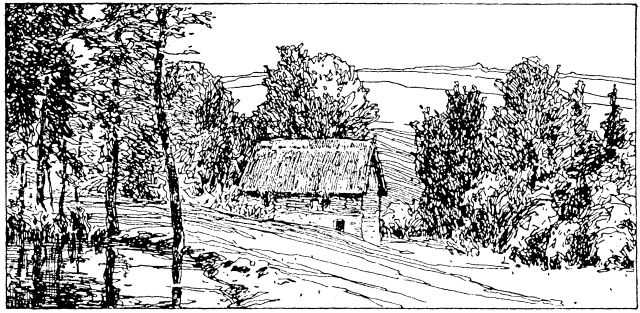
Illustration von Otto Ubbelohde, 1909

Der heilige Joseph im Walde ist die erste von zehn Kinderlegenden im Anhang der Kinder- und Hausmärchen der Brüder Grimm (KHM 201; ATU 480).

## Inhalt
Eine Mutter liebt ihre älteste, böse Tochter und hasst ihre jüngste, gute, die sie deshalb oft in den Wald schickt. Ihr Schutzengel führt sie stets wieder heim, doch einmal kommt sie abends zu einer Hütte mit einem ehrwürdigen Alten. Es ist der heilige Joseph. Er lässt sie Essen kochen und bittet sie ihm etwas abzugeben, was sie reichlich tut. Sie will auf dem Stroh schlafen, doch er trägt sie ins Bett. Morgens findet sie einen Geldsack mit ihrem Namen, den sie der Mutter bringt. Da geht auch die zweite Tochter. Die Älteste aber lässt dem Alten fast nichts vom Essen und nimmt das Bett, das er ihr anbietet. Als sie ihren Lohn sucht, bleibt an ihrer Nase eine zweite Nase kleben. Auf ihr Flehen nimmt Joseph sie ihr wieder ab und gibt ihr zwei Pfennige. Der Mutter sagt sie, das Geld wäre unterwegs verloren gegangen. Als sie es suchen, kommen Eidechsen und Schlangen, stechen die ältere Tochter tot und die Mutter in den Fuß.

## Herkunft
Das Legendenmärchen steht ab der 2. Auflage (1819) als Kinderlegende Nr. 1. Spätere Auflagen brachten nur kleine sprachliche Änderungen. Grimms Anmerkung verortet den Text im „Paderbörnischen“ von Familie Haxthausen und vergleicht KHM 13 Die drei Männlein im Walde. Vgl. ferner KHM 135 Die weiße und die schwarze Braut, KHM 169 Das Waldhaus, zum einmal schlafenden Schutzengel KHM 161 Schneeweißchen und Rosenrot. Vgl. in Giambattista Basiles Pentameron III,10 Die drei Feen.
Hedwig von Beit nennt den Text als Beispiel für Josef als irdischen Gottvater, den der Volksmund aber auch dem Unterweltsdämon annäherte. Hans-Jörg Uther bemerkt dagegen die seit der Gegenreformation oft eher profane Darstellung Josefs als Nährvater. Eidechsen und Schlangen sind allgemein Sendboten des Teufels.